# Miro Kovač
Miro Kovač (Split, 1968. szeptember 20.) horvát történész, diplomata és politikus, aki 2016. január 22-től 2016. október 19-ig a Tihomir Orešković vezette kabinet külügy- és európai ügyek minisztere volt.  A konzervatív Horvát Demokratikus Közösség (HDZ) párt tagja.

## Élete és pályafutása
Miro Kovač négy gyermek közül a legidősebbként született 1968. szeptember 20-án Splitben. Felsőfokú tanulmányait a Zágrábi Egyetemen kezdte, majd a párizsi Sorbonne Nouvelle Paris 3 Egyetemen végezte, ahol az Európai Unió tagállamainak nemzeti és európai politikájáról, valamint az európai politikákról szóló diplomamunkájával szerzett mesterdiplomát. A nemzetközi kapcsolatok történetéből doktorált, disszertációjának témája Franciaország szerepe a Jugoszláv Királyság létrehozásában volt.
1995-ben a Horvát Köztársasági Elnöki Hivatalban, a Tájékoztatási Osztályon kezdett dolgozni, ahol 1999-ig az euro-atlanti integrációval foglalkozó tanácsadói pozíciót töltötte be. Diplomáciai pályafutását 2001-ben kezdte a brüsszeli horvát nagykövetség tanácsadójaként. 2003-ban Horvátország párizsi nagykövetségén lett tanácsadó. A Horvát Demokratikus Unió (HDZ) hatalomra kerülésekor, a 2003-as választások után Kovač előbb külügyminiszter-helyettes lett, 2005-ben pedig a Külügyminisztérium Diplomáciai Protokollának vezetői posztját töltötte be. 2006-ban nevezték ki először nagyköveti posztra. 2008-tól 2013-ig Horvátország németországi nagykövete volt. Németországi mandátumának lejárta után Horvátország új lengyelországi nagykövetévé szándékoztak kinevezni, de ő ezt megtagadta, és 2014-ben visszatért Horvátországba annak érdekében, hogy segítse a HDZ-t a közelgő elnök- és parlamenti választásokon. 2014-ben a HDZ akkori elnöke, Tomislav Karamarko kinevezte a HDZ nemzetközi ügyekért felelős titkárának.
A 2014–2015-ös elnökválasztás során Kolinda Grabar-Kitarović elnök kampánymenedzsere volt. 2016. január 22-én Tihomir Orešković jobboldali liberális kormányának külügy- és európai ügyek miniszterévé nevezték ki. 2016. július 27-én reagált Szerbia tiltakozó jegyzékére. A hivatalos Szerbia tiltakozott az Alojzije Stepinac érsek elleni ítélet hatályon kívül helyezése ellen, azt állítva, hogy ez a fasizmus és a Független Horvát Állam rehabilitációja. Kovač minderre azt válaszolta, „ez egy olcsó kísérlet Horvátország destabilizálására, hangneme pedig Slobodan Miloševićre és a nagyszerb agresszió idejére emlékeztet”. A szerb minősítést kitaláltnak, magát az ítélet elleni tiltakozást pedig a Horvát Köztársaság belügyeibe való beavatkozásnak nevezte. A miniszteri posztot a kormány bukásáig, 2016. október 19-ig töltötte be. Utóda Davor Ivo Stier volt diplomata, EP-képviselő és a HDZ nemzetközi ügyekért felelős titkára lett.

## Magánélete
Nős, három gyermeke van. Folyékonyan beszél horvátul, angolul, németül és franciául, és alapfokon olaszul és hollandul is.

## Publikációi
- „La France, La création du royaume Yougoslave et la question Croate, 1914-1929” (Franciaország, a Jugoszláv Királyság létrejötte és a horvát kérdés), Bern, Berlin, Bruxelles, Frankfurt a. M., New York, Oxford, Vienna: Peter Lang, 2001., p. 398.
- „Raspadanje Austro-Ugarske i rađanje Kraljevine SHS u svjetlu francuske politike (od listopada do prosinca 1918.)” (Az Osztrák-Magyar Birodalom felbomlása és a Jugoszláv Királyság megszületése a francia politika tükrében (1918 októberétől decemberéig), Časopis za suvremenu povijest, no. 1, 2003., p. 141-172.
- „Francuska i hrvatsko pitanje, 1914.-1929.” (Franciaország és horvát kérdés, 1914-1929), Zagreb: Dom i svijet, 2005., p. 363
- „La Croatie et l'Union Européenne, 1990-2004” (Horvátország és az Európai Unió 1990-2004), in: Lukić, Renéo, La politique étrangère de la Croatie de son indépendance à nos jours, 1991–2006, Laval: Presses universitaires de l'Université de Laval, 2006, p. 316[7]

## Fordítás
Ez a szócikk részben vagy egészben  a   Miro Kovač című angol Wikipédia-szócikk ezen változatának fordításán alapul.  Az eredeti cikk szerkesztőit annak laptörténete sorolja fel. Ez a jelzés csupán a megfogalmazás eredetét és a szerzői jogokat jelzi, nem szolgál a cikkben szereplő információk forrásmegjelöléseként.